# Брунари
Брунари (пол. Brunary) — село в Польщі, у гміні Устя-Горлицьке Горлицького повіту Малопольського воєводства. Населення — 876 осіб (2011). Історично належить до Лемківщини. Брунари діляться на присілки: Брунари-Вижні, Брунари-Нижні, Яшкова і Вершки (перші три — окремі села до 1947 р.).

## Розташування
Село лежить за 9 км від адміністративного центру Устя-Горлицьке, 15 км від міста Горлиці та за 97 км від Кракова.

## Історія села
Перша згадка про село Брунари датується 1335 роком, коли король Польщі Казимир III Великий призначив солтисом Данила Яшковського, виділив землю для церкви у Брунарах і закріпачив село за німецьким правом. Колишнє село Яшкова (теперішня частина села Брунари) закріпачив село за німецьким правом Самуель Яшко в 1343 році від імені Казимира Великого. У 1391 села були передані єпископу Кракова у складі т. зв. мушинського ключа. В 1426 році переведені на волоське право, а в 1577 було закріпачено Брунари Нижні.
В 1626 році єпископ Кракова заборонив будівництво будь-яких греко-католицьких церков або збільшення кількості греко-католицьких священиків на своїй землі. В 1641 році єпископ Кракова віддав власність церков у Чорній та Перунці для підтримки священика Матея Бодневича у Брунарах з умовою, щоб помічник був з Чорної..
Метричні книги велися з 1776 року.
До виселення лемків село належало до Грибівського деканату Перемиської єпархії. Населення села Брунари Вижні складалось переважно з українців, греко-католиків:
- 1840 — 383 греко-католиків
- 1859 — 285 греко-католиків
- 1879 — 306 греко-католиків
- 1899 — 387 греко-католиків
- 1926 — 340 греко-католиків

та
- 1936 — 858 греко-католиків; 48 католиків; 20 юдеїв разом у обох Брунарах.

У селах Брунари Вижні, Брунари Нижні та Яшкова до 1945 року було практично чисто лемківське населення, зокрема на 1.01.1939:
- Брунари Вижні — 440 жителів (415 українців, 15 поляків і 10 євреїв)
- Брунари Нижні — 510 жителів (455 українців, 45 поляків — прибулих працівників тартака і 10 євреїв)
- Яшкова — 340 жителів (усі 340 українці)[5].

На відміну від обох Брунарів у селі Яшкова залишилося тільки 50 греко-католиків через перехід у 1928 р. 280 жителів до Польської православної церкви.
У 1940 р. в 36-річному віці помер місцевий парох і за сумісництвом декан Грибівського деканату Антоній Погорецький унаслідок тяжких побоїв, отриманих у концтаборі Береза Картузька; похований коло церкви.
Під час німецької окупації місцева вчителька переховувала чотирьох євреїв. Власник магазину в селі поляк-фольксдойч доніс німцям і ті розстріляли 4 євреїв, учительку, її чоловіка і двох дітей.
Понад 10 молодих людей з Брунарів вступило до УПА в 1945—1947 рр. і захищали рідний край від польського терору. 5 жовтня 1946 р. під селом розгорівся бій з Військом Польським.
У 1947 р. в ході операції «Вісла» українців з усіх трьох сіл було ув'язнено в концтаборі «Явожно» або депортовано на понімецькі землі.
У 1975—1998 роках село належало до Новосончівського повіту Новосондецького воєводства.

## Демографія
Демографічна структура станом на 31 березня 2011 року:
|          | Загалом | Допрацездатний вік | Працездатний вік | Постпрацездатний вік |
| -------- | ------- | ------------------ | ---------------- | -------------------- |
| Чоловіки | 471     | 125                | 312              | 34                   |
| Жінки    | 405     | 126                | 225              | 54                   |
| Разом    | 876     | 251                | 537              | 88                   |

## Церква Архангела Михаїла
Церква Архангела Михаїла — давній греко-католицький храм. Перша божниця у Брунарах постала після 1616 року, коли у селі була заснована греко-католицька парафія. Нову церкву збудували 1653 року, а сучасну церкву — в XVIII столітті. 1831 року її перебудували й розширили. Колишній презбітерій поєднали з навою. Дерев'яна церква належить до лемківського зодчества XVII століття. Архітектурна структура храму розділена на три квадрати: вівтар, нава і бабинець. Усі зовнішні елементи церкви покрити ґонтом. Над притвором височіє вежа.
Кожна баня увінчана декоративними хрестами. Усередині бароковий іконостас XVIII століття. Збереглися настінні фрески XVIII—ХІХ століть, розписані в синіх тонах з виноградними мотивами. Окрім головного вівтаря XVII століття у церкві є два бокових вівтаря XVIII століття. Художньо цінними у них є ікони Богородиці й Преображення.
Після операції «Вісла» 1947 року, коли лемки були переселені на понімецькі території Польщі, храм став використовуватися як римо-католицький костел.
2013 року храм оголосили об'єктом Всесвітньої спадщини ЮНЕСКО разом з рядом інших дерев'яних церков у Польщі та Україні.